# Quai bị

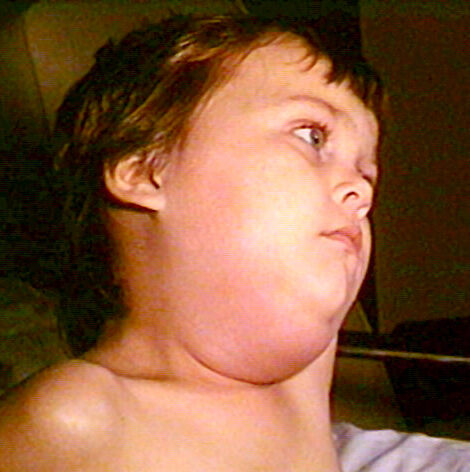
Trẻ bị má chàm bàm (Quai bị)

Quai bị (tiếng Anh: mumps) dân gian còn gọi là bệnh má chàm bàm là một bệnh toàn thân biểu hiện bằng sưng một hay nhiều tuyến nước bọt, thường gặp nhất là các tuyến mang tai. Khoảng 1/3 các trường hợp nhiễm bệnh không gây nên các triệu chứng sưng tuyến nước bọt rõ ràng trên lâm sàng. Trên 50% bệnh nhân mắc bệnh quai bị có hiện tượng tăng bạch cầu trong dịch não tủy. Một số bệnh nhân có biểu hiện viêm màng não rõ với các triệu chứng nhức đầu, nôn mửa, cứng cổ...Viêm tinh hoàn (orchitis) là một biến chứng khá thường gặp sau tuổi dậy thì nhưng biến chứng vô sinh thì không thường gặp như nhiều người vẫn lo ngại. Các biến chứng khác hiếm gặp hơn gồm viêm khớp, viêm tuyến giáp, viêm khớp xương hàm, viêm cầu thận, (glomerulonephritis), viêm cơ tim, xơ hóa nội tâm mạc, giảm tiểu cầu, thất điều tiểu não, viêm tủy cắt ngang, viêm đa dây thần kinh lan lên, viêm tụy cấp, viêm buồng trứng (oophoritis), và giảm thính lực.

## Nguyên nhân
Quai bị gây nên do một loại virus RNA thuộc Rubulavirus trong họ Paramyxoviridae. Các nguyên nhân khác gây viêm tuyến mang tai gồm virus vùi hạt cự bào (cytomegalovirus-CMV), virus á cúm type 1 và 3, virus cúm A (influenza A virus), coxsackievirus, virus ruột (enterovirus), virus gây suy giảm miễn dịch ở người (Human Immunodeficiency Virus-HIV), tụ cầu khuẩn, và các Mycobacterium không gây lao khác. Các nguyên nhân gây viêm tuyến mang tai hiếm gặp khác có thể kể: do ăn nhiều tinh bột, phản ứng thuốc (phenylbutazone, thiouracil, các thuốc chứa iod) và các rối loạn chuyển hóa (như bệnh đái tháo đường, xơ gan và suy dinh dưỡng). Ít khi bị quai bị lần hai.

## Dịch tễ học
Người là vật chủ tự nhiên duy nhất được biết cho đến nay. Virus quai bị được lây truyền chủ yếu do các chất tiết của đường hô hấp. Nhiễm trùng có thể xảy ra ở bất cứ thời điểm nào trong thời kì niên thiếu. Ở người trưởng thành, bệnh thường có khuynh hướng nặng nề hơn bao gồm viêm tinh hoàn. Tử vong do quai bị rất thấp, ước tính khoảng 1,6 đến 3,8 trên 10 000 trường hợp nhiễm bệnh. Hơn một nửa số trường hợp tử vong xảy ra ở người trên 19 tuổi. Nhiễm quai bị trong quý 1 của thai kì có thể làm tăng khả năng sẩy thai tự nhiên. Mặc dù virus quai bị có thể đi xuyên qua nhau thai, không có bằng chứng cụ thể nào chứng tỏ nhiễm virus quai bị trong thai kì có thể gây nên dị tật bẩm sinh.
Trước đây, các vụ dịch thường xảy ra từ tháng Giêng đến tháng Năm ở các vùng khí hậu ôn đới, tuy nhiên ngày nay biểu hiện theo mùa không còn rõ ràng nữa, nghĩa là bệnh có thể xảy ra quanh năm. Tại Hoa Kỳ, sau khi vaccine ngừa quai bị được sử dụng, hằng năm có khoảng 500 trường hợp mắc bệnh được ghi nhận. Tại Việt Nam, vaccine ngừa quai bị chưa được đưa vào trong chương trình tiêm chủng mở rộng nên bệnh còn lưu hành khá cao, thường gây nên những vụ dịch nhỏ ví dụ như trong nhà trẻ, trường học, nhất là các trường nội trú, bán trú.
Bệnh thường thấy ở lứa tuổi từ 5 đến 14 tuổi. Ở trẻ được chủng ngừa quai bị thì hiện tượng viêm tuyến mang tai không phải do quai bị mà do các nguyên nhân khác nêu trên. Cũng giống như vaccine ngừa bệnh sởi, một liều vaccine duy nhất không phải luôn luôn đảm bảo được tình trạng miễn dịch thỏa đáng cho trẻ. Thời kì lây truyền mạnh nhất là 2 ngày trước khi có sưng tuyến mang tai và 5 ngày sau khi xuất hiện triệu chứng này. Virus quai bị có thể phân lập được tù tuyến mang tai từ 7 ngày trước và kéo dài đến ngày thứ 9 sau khi tuyến mang tai bắt đầu sưng.
Thời kì ủ bệnh thường kéo dài từ 16 đến 18 ngày nhưng cũng có khi thay đổi từ 12 đến 25 ngày sau khi tiếp xúc nguồn lây.

## Chẩn đoán
Trẻ em bị sưng tuyến mang tai kéo dài hai ngày hoặc lâu hơn mà không có nguyên nhân rõ ràng nào khác cần được làm các xét nghiệm chẩn đoán quai bị. Tuy nhiên trong điều kiện Việt Nam thì yếu tố miễn dịch bản thân (trẻ có được tiêm chủng hay chưa) và các dữ kiện dịch tễ học khác (có tiếp xúc nguồn lây không, trong lớp hay trong trường có học sinh nào mắc bệnh tương tự trước đó…) thường giúp chẩn đoán và giúp đưa ra những biện pháp cách ly, phòng ngừa thích hợp.
Có thể phân lập virus quai bị bằng phương pháp nuôi cấy tế bào từ các bệnh phẩm phết họng, nước tiểu, dịch não tủy hặc có thể xét nghiệm xác định sự gia tăng nhanh chóng hiệu giá kháng thể IgG khi so sánh hai thời điểm mắc bệnh cấp và giai đoạn hồi phục bệnh. Xét nghiệm này có thể thực hiện bằng các kĩ thuật huyết thanh học tiêu chuẩn như cố định bổ thể (complement fixation), phản ứng trung hòa (neutralisation), ức chế ngưng kết hồng cầu (hemagglutination inhibition test), miễn dịch enzyme (enzyme immunoassay) hoặc xét nghiệm định lượng kháng thể IgM quai bị (mumps IgM antibody test). (Nhiễm trùng cũ có thể xác định bằng kỹ thuật miễn dịch phóng xạ enzyme hay phản ứng trung hòa còn kỹ thuật cố định bổ thể và ức chế ngưng kết hồng cầu không phù hợp trong trường hợp này). Test da (skin test) cũng không đáng tin cậy do đó không nên dùng test này để tìm hiểu tình trạng miễn dịch của trẻ.

## Điều trị
Hiện nay không có phương pháp điều trị đặc hiệu. Điều trị chủ yếu là nâng đỡ: tăng cường dinh dưỡng, nghỉ ngơi, uống nhiều nước, hạ sốt nếu có sốt, giảm đau khi viêm tuyến mang tai gây đau. Phát hiện sớm các biến chứng như viêm tinh hoàn, viêm màng não…

## Cách li trẻ bệnh
Theo quy định chuẩn thì bệnh nhân nhập viện cần được cách li hạn chế lây lan do dịch tiết hô hấp đến ngày thứ 9 kể từ lức bắt đầu sưng tuyến mang tai.

## Các biện pháp ngăn ngừa trong cộng đồng

### Trường học và nhà trẻ
Trẻ bệnh phải nên cho nghỉ học đến 9 ngày sau khi có sưng tuyến mang tai. Khi có vụ bùng phát dịch xảy ra thì chính quyền địa phương, trung tâm phòng dịch và nhà trường sẽ có những biện pháp dập dịch tùy theo từng trường hợp và điều kiện. Biện pháp hữu hiệu nhất là đóng cửa trường học, tuy nhiên quyết định này không phải lúc nào cũng có thể dễ dàng thực hiện.

### Đối với những người tiếp xúc nguồn lây
Vaccine phòng ngừa quai bị thường không có hiệu quả sau khi đã tiếp xúc nguồn lây. Tuy nhiên vaccine này vẫn được khuyên dùng vì nó có khả năng bảo vệ trong những lần tiếp xúc sau đó. Tiêm ngừa trong thời kì ủ bệnh không hề làm tăng nguy cơ bệnh nặng. Globulin không có tác dụng và dó đó không còn được sản xuất hay cấp phép tại Hoa Kỳ.

### Vaccine quai bị
Bài chi tiết: Vắc xin quai bị
Đây là loại vaccine sống giảm độc lực được điều chế từ môi trường nuôi cấy trên phôi gà. Mỗi mũi tiêm thường chứa 0,5 ml, tiêm dưới da. Vaccine có thể dùng đơn độc hoặc kết hợp các vaccine khác như vaccine tam liên MMR ngừa bệnh sởi, quai bị và sởi Đức (measles-mumps-rubella-MMR). Sau mũi tiêm thứ nhất, kháng thể xuất hiện ở 95% cá thể nhạy cảm. Các nghiên cứu huyết thanh học cũng như bằng chứng dịch tễ học cho thấy miễn dịch này có tính bền vững.